# William Allen (chimiste)
Pour les articles homonymes, voir William Allen et Allen.
William Allen, né le 29 août 1770 et décédé le 30 septembre 1843, est un scientifique et philanthrope anglais, quaker, qui s'est opposé à l'esclavage et s'est engagé dans le domaine social et en particulier l'éducation dans l'Angleterre du début du XIXe siècle.

## Jeunesse
William Allen est l'aîné de Job et Margareet Allen, un couple de pieux quakers. Le père tient une entreprise de soie. Allen est tôt intéressé par les sciences, il assiste aux rencontres de diverses sociétés scientifiques.
Après le décès de son père au début du siècle, Allen développe son commerce dans le domaine pharmaceutique. Il donne des conférences sur la chimie, préside une société de physique et entre dans la Royal Institution of Great Britain à la suite de ses travaux originaux sur le carbone.

## Pharmacie
L'entreprise de William Allen était située au cœur de Londres et avait été créée par le quaker Silvanus Bevan. Elle devint l'une des plus grandes compagnies pharmaceutiques du Royaume-Uni sous le nom de Allen & Hanburys (achetée en 1958 par les laboratoires Glaxo).
William Allen est cofondateur et premier président en 1841 de The Pharmaceutical Society, qui devint The Royal Pharmaceutical Society (en).

## Engagement philanthropique et éducatif
L'engagement de Allen est enraciné dans ses convictions religieuses et le mouvement du Réveil. Touché par les souffrances causées par la famine, il ouvre une soupe populaire (à la fin du XVIIIe siècle), fait des expériences agricoles et tente d'améliorer le régime alimentaire des populations concernées.
Son expérience de colonie autosuffisante est décrite dans Colonies at Home, où il affirme que « plutôt que d'encourager à grand frais l'émigration, l'argent serait mieux investi en établissant des Colonies at Home et en augmentant notre force nationale. »
Son autre centre d'intérêt philanthropique est l'éducation. Il est très influencé par les idées de Joseph Lancaster et devient trésorier de la Royal Lancastrian Society dont l'objectif est de soutenir les écoles progressistes en Angleterre et à l'étranger. Allen dirige une école quaker entre 1824 et 1838, s'assurant que les jeunes filles reçoivent aussi un enseignement en sciences. Cette école introduisit le premier bus scolaire au monde.
En 1811, Allen débute la publication d'une revue The Philanthropist. En 1816, il est l'un des membres fondateurs de la Peace Society.

## Missions
De 1816 à 1820, puis à nouveau en 1831 et vers 1840, il effectue quatre voyages missionnaires en Europe : Pays-Bas, Allemagne, Suisse, France, Grèce, Italie et Espagne. En 1818-1820, il voyage durant 20 mois avec le missionnaire quaker Étienne de Grellet, c'est avec lui qu'il repart sur les routes en 1831.

## Abolition de l'esclavage

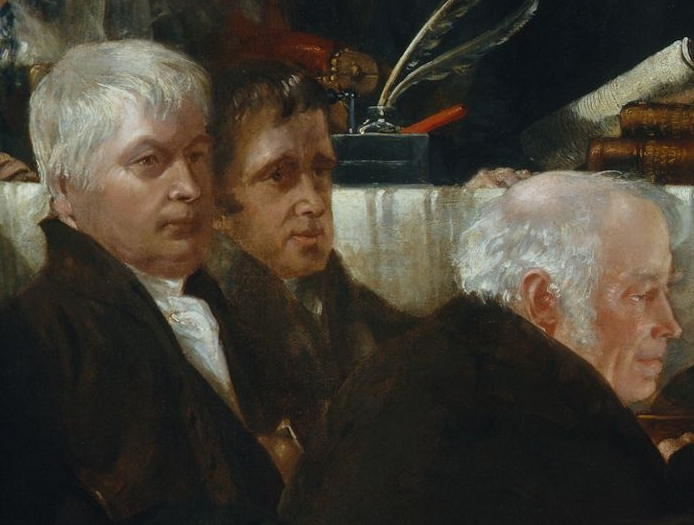
Détail d'un tableau représentant la convention de 1840, Allen est à droite.

Allen est actif dans la Society for the Abolition of the Slave Trade (en) (une association essentiellement quaker) et devient membre de son comité en 1805. Il est membre fondateur et directeur de l' African Institution qui succède à la Sierra Leone Company, dont le but est d'établir une colonie en Afrique de l'Ouest pour les esclaves libérés sur une base volontaire aux États-Unis, dans le cadre du mouvement abolitionniste.
En 1839, Allen est membre fondateur de Abolition of Slavery and the Slave-trade Throughout the World, connue aujourd'hui sous le nom de Anti-Slavery International. Il est l'un des organisateurs de la première convention mondiale contre l'esclavage, à Londres en 1840.

## Famille
William Allen épouse en 1796 Mary Hamilton, qui meurt deux jours après la naissance de leur fille aussi prénommée Mary. Remariage avec Charlotte Hanbury en 1806, qui vient d'une importante famille quaker. Charlotte meurt à Genève pendant un voyage en 1816. En 1823, c'est la fille de Allen, Mary, qui meurt aussi en suite de couches. Allen épouse en 1827 en troisièmes noces Grizell Birbeck, une quaker veuve et âgée, ce qui donne lieu à des commentaires et à un dessin satIrique.